# El Refugio, Dolores Hidalgo
El Refugio är en ort i Mexiko.   Den ligger i kommunen Dolores Hidalgo och delstaten Guanajuato, i den centrala delen av landet, 250 km nordväst om huvudstaden Mexico City. El Refugio ligger 1 966 meter över havet och antalet invånare är 120.
Terrängen runt El Refugio är en högslätt. Runt El Refugio är det ganska tätbefolkat, med 96 invånare per kvadratkilometer. Närmaste större samhälle är Dolores Hidalgo, 15,8 km norr om El Refugio. Trakten runt El Refugio består i huvudsak av gräsmarker.